# Бучкин, Пётр Дмитриевич
Пётр Дмитриевич Бучкин (22 января 1886, Софроново, Тверская губерния — 21 июня 1965, Ленинград) — русский и советский художник, живописец, график, иллюстратор, педагог, профессор ЛИЖСА имени И.Репина и ЛВХПУ имени В. И. Мухиной, Заслуженный деятель искусств РСФСР, член Ленинградской организации Союза художников РСФСР.

## Биография
Родился в деревне Софроново (ныне — Большое Софроново в Кашинском городском округе Тверской области). В 1891 году с семьёй переехал в город Углич, где закончил трёхклассное училище у Петра Критского. Первые уроки рисования получил у местных иконописцев.
В 1899 году переехал в Санкт-Петербург, занимался в Центральном Училище технического рисования А. Л. Штиглица у Н. А. Кошелева.
В 1904 году поступил в Высшее художественное училище при Академии художеств, занимался у Василия Матэ и Василия Савинского. В 1912 году Бучкин окончил Высшее художественное училище по мастерской профессора В. Матэ с присвоением звания художника с правом преподавания в учебных заведениях. В качестве пенсионера Академии художеств в 1912—1914 годах художник посещает Италию, Францию, Германию, Испанию, другие страны.
С 1907 года участвовал в выставках. Писал портреты, жанровые картины, пейзажи, иллюстрировал журналы и книги. Работал в технике акварели, рисунка карандашом и сангиной, пастели, офорта, масляной и темперной живописи. В 1914 году стал членом Общества художников имени А. И. Куинджи, в 1918 избирается членом Общества русских акварелистов.

Бюст П. Д. Бучкина созданный скульптором И. В. Крестовским. Расположен в Парке искусств Музеон в Москве

После Октябрьской революции в 1918—1921 годах служил в команде комендоров дивизиона подводных лодок Балтийского флота. В 1921—1936 годах работал заведующим технической частью издательства «Радуга» в Ленинграде, иллюстрировал книги для издательств Ленинграда и Москвы. Бучкин был членом Ленинградского Союза Советских художников с 1932 года. В 1936—1940 преподавал в Ленинградском институте живописи, скульптуры и архитектуры Всероссийской Академии художеств, профессор кафедры рисунка (1937).
В 1937 был репрессирован по 58-й статье и вместе с семьей отправлен в Тюмень. В 1938 вернулся в Ленинград.
В 1947—1965 преподавал в ЛВХПУ имени В. И. Мухиной, профессор (1952), заведующий кафедрой монументально-декоративной живописи (1951—1955, 1962—1965).
В 1956 году удостоен почётного звания Заслуженный деятель искусств РСФСР. Автор книги воспоминаний «О том, что в памяти. Записки художника» (1962, 3-е изд. — 2006).
Петр Дмитриевич при жизни завещал свои работы (около 150 полотен) городу Угличу. Открытая в 1968 году художественная галерея им. П. Д. Бучкина была закрыта в 90-х годах, когда здание передали РПЦ.

## Семья
После смерти матери будущего художника отец женился вторично. В этом браке родились два сына и дочь.
Брат — Михаил Бучкин (1901 - ?), балетный режиссёр и артист эстрады (выступал под псевдонимом Михаил Углич).
Сын — Бучкин, Дмитрий Петрович (р. 1927),  художник, живописец, график.

## Творчество
Талантливый рисовальщик и портретист, свободно владел разнообразными приёмами живописной разработки темы, их выбор, как правило, определялся жанровой принадлежностью произведения, интересом к раскрытию внутреннего содержания образа. Среди созданных им произведений — картины «На Волге. Купальщицы», «Портрет жены» (обе 1922), «Деревня под снегом» (1929), «Осенняя путина» (1931), «Хлеб» (1934), «Всероссийский праздник труда 1 мая 1920 года» (1935), «Портрет народного артиста СССР П. З. Андреева» (1935), «Какова пшеница!» (1936), «Подпольное собрание» (1937), «Задание на полёт» (1938), «Совещание командиров и комиссаров частей в Ораниенбауме 14 июня 1919 года» (1939), «Выступление В. И. Ленина на Апрельской конференции» (1939), «Моряки на приёме у М. И. Калинина в 1940 году» (1940), «На молотильном току» (1947), «Урожай», «Колхозный пастушок», «На полевом стане осенью» (все 1951), «Портрет жены» (1956), «А. М. Горький и Ф. И. Шаляпин», «Фёдор Иванович Шаляпин» (обе 1957), «Хлеборобы», «Портрет художника Н. Е. Тимкова», «Портрет скульптора И. В. Крестовского» Архивная копия от 4 марта 2016 на Wayback Machine, «Обращение Козьмы Минина к русскому народу», «Портрет художника П. Васильева» Архивная копия от 4 марта 2016 на Wayback Machine, «Портрет киноактрисы А. Завьяловой» (все 1960), «Песня» (1961), «После операции», «Пенсионеры» (обе 1964).
Наибольшую известность художнику принесли портреты деятелей культуры и искусства. Писал с натуры Владимира Ленина, Фёдора Шаляпина. В 1989—1992 годах уже после смерти художника его работы с успехом были представлены на выставках и аукционах русской живописи L' Ecole de Leningrad и других во Франции.
В 1920-е годы иллюстрировал детские книги («Аэроплан» (автор: С.Яковлев (псевдоним С. Я. Маршака) (1926), «Два Ивана», «Медведь» (автор: М. И. Андреев).
Автор неоднократно переиздававшейся книги воспоминаний «О том, что в памяти. Записки художника» (1962).
Похоронен на Богословском кладбище (Прямая дорожка, уч. 58); на могиле — архитектурное надгробие с бюстом работы Игоря Крестовского.
Произведения художника находятся в собраниях Русского музея, Третьяковской галереи, других музеев России, в многочисленных частных собраниях в России, Финляндии, Великобритании, США, Франции и других странах. Известны живописные, графические и скульптурные портреты П. Бучкина, исполненные в разные годы ленинградскими художниками и скульпторами, в том числе И. В. Крестовским (1956), Г. П. Татарниковым (1964), С. А. Ротницким (1963), Д. П. Бучкиным (1971).

## Выставки
- 1922 год (Петроград): Пятая выставка «Общины художников» в залах Общества поощрения художеств.
- 1927 год (Ленинград): Выставка картин «Общества имени А. И. Куинджи» в залах Общества поощрения художеств.
- 1927 год (Ленинград): Юбилейная выставка изобразительных искусств в залах Академии художеств.
- 1928 год (Ленинград): Выставка картин «Общества имени А. И. Куинджи» в залах Общества поощрения художеств.
- 1931 год (Москва): Первая выставка общества «Союз Советских художников» в залах товарищества «Художник».
- 1933 год (Москва): Художественная выставка «Пятнадцать лет Рабоче-крестьянской Красной Армии».
- 1933 год (Ленинград): Художественная выставка «Пятнадцать лет Рабоче-крестьянской Красной Армии» в залах Русского музея.
- 1934 год (Ленинград): Художественная выставка «Женщина в социалистическом строительстве» в залах Русского музея.
- 1935 год (Ленинград): «Первая выставка ленинградских художников» в залах Русского музея.
- 1935 год (Москва): «Выставка картин ленинградских художников» в залах «Всекохудожника».
- 1951 год (Ленинград): Выставка произведений ленинградских художников 1951 года.
- 1956 год (Ленинград): Осенняя выставка произведений ленинградских художников 1956 года.
- 1957 год (Ленинград): 1917—1957. Выставка произведений ленинградских художников 1957 года.
- 1957 год (Москва): Всесоюзная художественная выставка, посвящённая 40-летию Великой Октябрьской социалистической революции.
- 1960 год (Ленинград): Выставка произведений ленинградских художников в Государственном Русском музее.
- 1960 год (Москва): Советская Россия. Республиканская художественная выставка 1960 года.
- 1961 год (Ленинград): Выставка произведений ленинградских художников 1961 года.
- 1964 год (Ленинград): Ленинград. Зональная выставка произведений ленинградских художников 1964 года.
- 1976 год (Москва): Изобразительное искусство Ленинграда. Ретроспективная выставка произведений ленинградских художников.
- Февраль 1991 года (Париж): Выставка «Русские художники».
- 1994 год (Санкт-Петербург): Выставка «Ленинградские художники. Живопись 1950-1980 годов» в залах Санкт-Петербургского Союза художников.
- 1995 года (Санкт-Петербург): Выставка «Лирика в произведениях художников военного поколения. Живопись. Графика» в Мемориальном музее Н. А. Некрасова.
- 1997 год (Санкт-Петербург): Выставка «Связь времён. 1932—1997. Художники — члены Санкт-Петербургского Союза художников России. К 65-летию Санкт-Петербургского Союза художников» в ЦВЗ «Манеж».